# Mauro Sabbione
Mauro Sabbione (Genova, 17 aprile 1957 – Milano, 21 dicembre 2022) è stato un compositore, pianista e tastierista italiano.

## Biografia
Diplomato al conservatorio Niccolò Paganini di Genova, è stato il tastierista dei Matia Bazar dall'aprile 1981 all'ottobre del 1983. Il debutto con i Matia Bazar avviene nel tour Il tempo del sole il 26 giugno 1981 a Cavallermaggiore (Cuneo). La sua partecipazione coincide con il periodo elettronico dei Matia Bazar, con gli album Berlino, Parigi, Londra e Tango. Insieme agli stessi Matia Bazar partecipa inoltre all'album Architetture sussurranti dell'architetto Alessandro Mendini. Una copia di Architetture Sussurranti è conservata al MoMA di New York.
In seguito collabora come tastierista con i Litfiba, partecipando alle incisioni degli album El diablo, Live on Line, ed Insidia. Diventa inoltre arrangiatore o produttore di molti gruppi italiani, tra i quali: Moda, Diaframma, Violet Eves, Diskanto, Stellerranti, Garbo, Belzer, Mirage.
Dal 1985 collabora con Leo Bassi, Johnny Melville, Jango Edwards, Vanni De Lucia, Gianni Colosimo, Stellerranti, con colonne sonore teatrali o performance dal vivo.
È anche autore anche dell'inno ufficiale italiano Al castello di Elsinore della LIIT Lega Improvvisazione Teatrale Italiana fondata da Leduc/Gravel.
Insieme alla contralto Cinzia Bauci fonda il gruppo interdisciplinare Melodrama, che nel 1990 prenderà il nome di Ensemble Mediterraneo, con il quale produce numerose opere, fra cui Saudade Che Guevara, dedicato al trentennale della scomparsa del comandante cubano "Che" Guevara; prodotta dal Ministero della Cultura Cubana, Zelig, Baldini & Castoldi, e Mondadori, viene premiata come migliore opera multimediale del 1997 a Cuba. L'opera, della quale Sabbione mantiene i diritti, venderà nel tempo oltre 150.000 copie su vari supporti e sarà ripubblicata nel 2007 in digitale per il quarantesimo della morte del "Che".
Nel 2003 esce l'album solista Gramsci Bar, prodotto da Valerio Peretti di Striscia la notizia, premiato al Mei di Faenza, distribuito dalla Edel, cui fa seguito un lungo tour con numerosi ospiti.
Negli ultimi anni intensifica le produzioni multimediali tra cui le composizioni per i due DVD Revelation e Utopia, testimonianza degli omonimi tour con Leo Bassi. Sabbione partecipa a questi tour anche come attore e direttore di palco.
L'ultimo tour Tango nel fango, il primo video/pianosolo italiano, è dedicato all'epopea elettronica degli anni '80 dei Matia Bazar. Dopo oltre 100 date il tour prende il nome Tango nel fango di Rabelais.
Nel 2019 l'editrice Lacerba ed il suo mentore Lapo Belmestieri realizzano il remake di Architetture sussurranti (vinile e CD). Sabbione compone inoltre nell'appendice in tiratura limitata e numerata Extrasussurrante, pubblicata esclusivamente in cd, il brano Cinismo abitativo, che comprende tutto il testo della poesia di Mendini pubblicato sulla rivista MODO, da lui diretta nel 1979.
Muore il 21 dicembre 2022, dopo una breve malattia.

## Discografia
con i Matia Bazar
- 1982 – Berlino, Parigi, Londra, Ariston Music
- 1983 – Tango, Ariston Music
- 1983 – Architettura sussurrante vv.aa.di Alessandro Mendini/Alchimia Ariston Music
- 1983 – Oxford Matia Bazar, Ariston Music
- 1983 – Berlino Parisi Londra, King Records Japan
- 1986 – Souvenir, Seven Seas Japan
- 1990 – Matia Bazar Best Hits, Seven Seas Japan
- 1992 – Tutto il mondo dei Matia Bazar, Fonit Cetra
- 1992 – Vacanze romane Collection (DDD)
- 1994 – Gold
- 1995 – Radiomatia, Polydor
- 1996 – Tutto il meglio dei Matia Bazar, Virgin
- 1996 – Grandes éxitos, Virgin
- 1998 – Souvenir: The Very Best of Matia Bazar, Virgin
- 1999 – Vacanze romane e altri successi, Polydor
- 2002 – Studio Collection, EMI
- 2003 – I grandi successi, Sorrisi E Canzoni TV
- 2003 – 18 Grandes éxitos, Leader Music Chile Ltda
- 2004 – Made in Italy, EMI
- 2005 – Studio Collection EMI
- 2006 – Collezione Italiana, EMI
- 2007 – Solo grandi successi EMI
- 2007 – The Platinum Collection, EMI
- 2007 – The Best Platinum Collection, EMI
- 2008 – Per un'ora d'amore: The Virgin Collection, EMI
- 2010 – The Platinum Collection, EMI
- 2011 – Fantasia - Best & Rarities, EMI
- 2012 – Essential, EMI
- 2019 – Architettura sussurrante vv.aa. di Alessandro Mendini/Alchimia (lp, cd, Edizioni Lacerba)
- 2019 –VV. AA., Extrasussurrante, Edizioni Lacerba, (Cinismo Abitativo, Architetture Sussurranti)

con i Sample & Hold
- 1978 – Remain in the Gangway (Indie label)

con i Melodrama
- 1986 – Melodrama For Flowers feat. Maria Cinzia Bauci, Beable
- 1987 – Kyrie Eleison Helden mix, IraDea - Polygram
- 1989 – Melodrama, IraDea - CGD
- 1996 – Saudade Che Guevara (Cronodata, Zelig, Baldini & Castoldi, Mondadori)
- 2019 – Magic Carpet/Boungainvillea - Contemporary Music (Harmony Exotic Berlin)

con i Litfiba
- 1990 – El diablo, Ira CGD
- 2001 – Live on Line, IraDea EMI
- 2001 – Insidia, IraDea EMI
- 2005 – Platinum Edition, EMI
- 2015 – Tetralogia degli elementi, Warner Music Italia

con i Transistors
- 2002 – Atelier, Temposphere Right Tempo

con Jarè
- 2003 – Gramsci Bar, Nun/Ede
- 2003 – Not in my name - VV.AA. feat Jarè (Liberazione CD)

con i Diaframma
- 2009 – Electrobox The IRA Tapes, Acrasia Records

con le Stellerranti
- 2012 – Cabaret Europa , ALMD
- 2015 – The ballad of Rumelaj (ALMD)

con i Diskanto
- 2013 – Fluido,  Diskantica records

con Garbo & Luca Urbani
- 2015 – Fine, Discipline

con Belzer
- 2016 – Piccoli oggetti meccanici

## Filmografia
- I Pavoni, regia di Luciano Mannuzzi (1994)
- Uargh!, regia di Maria Lodovica Marini (2016)